# Zorocrates pie
Zorocrates pie is een spinnensoort uit de familie Zoropsidae. De soort komt voor in Mexico.